# 康维尔拉罗克
康维尔拉罗克（法語：Canville-la-Rocque，法語發音：[kɑ̃vil la ʁɔk]）是法国芒什省的一个市镇，属于库唐斯区。

## 地理
康维尔拉罗克（49°20'30"N, 1°38'14"W）面积5.35 平方千米，位于法国诺曼底大区芒什省，该省份为法国西北部沿海省份，西、北、东北三面环大西洋，东起顺时针与卡爾瓦多斯省、奧恩省、马耶讷省和伊勒-维莱讷省接壤。
与康维尔拉罗克接壤的市镇（或旧市镇、城区）包括：贝讷维尔、博蒙地区讷维尔、圣索沃尔-德皮埃尔蓬、滨海巴伊港。

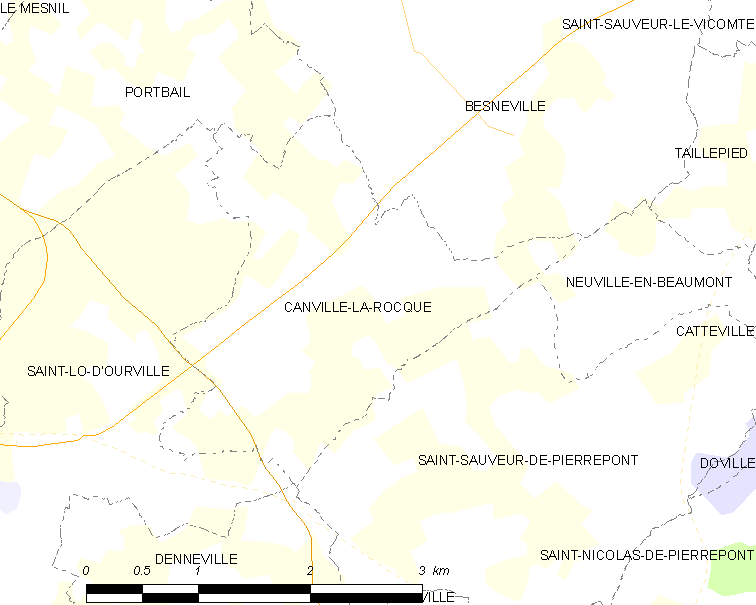
康维尔拉罗克的OSM定位图

康维尔拉罗克的时区为UTC+01:00、UTC+02:00（夏令时）。

## 行政
康维尔拉罗克的邮政编码为50580，INSEE市镇编码为50097。

## 政治
康维尔拉罗克所属的省级选区为克雷昂斯县。

## 人口

1962-2008年间康维尔拉罗克人口变化图示

康维尔拉罗克于2022年1月1日时的人口数量为119人。